# Niwy Hubińskie
Niwy Hubińskie (ukr. Ниви-Губинські, Nywy-Hubynśki) – wieś na Ukrainie, w rejonie łuckim (do 2020 w rejonie horochowskim) obwodu wołyńskiego.
Znajduje tu się przystanek kolejowy Niwy Hubińskie, położony na linii Lwów – Kiwerce.